# Gustaw Piotrowski
Gustaw Piotrowski (ur. 1 marca 1833 w Tarnowie, zm. 31 grudnia 1884 w Krakowie) – polski fizjolog. Czynny członek Akademii Umiejętności w Krakowie, profesor fizjologii i mikroskopii na Uniwersytecie Jagiellońskim. W latach 1873–1874 rektor Uniwersytetu Jagiellońskiego w Krakowie, poseł - wirylista  na III kadencji Sejmu Krajowego Galicji.

## Życiorys
Syn Stanisława, adwokata w Tarnowie i właściciela majątku Chojnik i Alojzyi Cerasamow. Uczył się w gimnazjach w  Wiedniu, maturę zdał w 1851 w gimnazjum w Tarnowie. W latach 1851–1856 studiował na Wydziale Lekarskim w Wiedniu. Po zdaniu pierwszego egzaminu lekarskiego zostaje asystentem profesora fizjologii Czermaka na Uniwersytecie Jagiellońskim. W 1857 roku otrzymuje dyplom doktora medycyny. Studia uzupełniające w latach 1858-1859 odbył w Heidelbergu. W 1859 roku mianowany zastępcą profesora fizjologii i mikroskopii na UJ, a w 1860 profesorem zwyczajnym. W latach 1864–1866, 1868-1869, 1870-1871, 1876-1878, 1880-1881 oraz 1883-1884 ośmiokrotnie był wybierany dziekanem Wydziału Lekarskiego UJ. W latach 1870–1873 był posłem do Rady Państwa w Wiedniu oraz członkiem Towarzystwa Lekarskiego w Krakowie oraz prezesem krajowej komisji egzaminacyjnej lekarskiej.
W 1865 opracował pierwszy pełny polski podręcznik czynności trawiennych i substancji odżywczych organizmu w warunkach prawidłowych – Fizjologia ludzka w zarysie. W roku 1857 opublikował opis reakcji biuretowej, która od jego nazwiska nazywana bywa „reakcją Piotrowskiego” lub „odczynem Piotrowskiego”.
Był ojcem czterech synów: Stanisława, Karola - adwokata i lekarzy Gustawa i Edwarda. Zmarł po długich i ciężkich cierpieniach Pochowany został na cmentarzu Rakowickim w Krakowie, w grobowcu rodzinnym, w pasie 2.

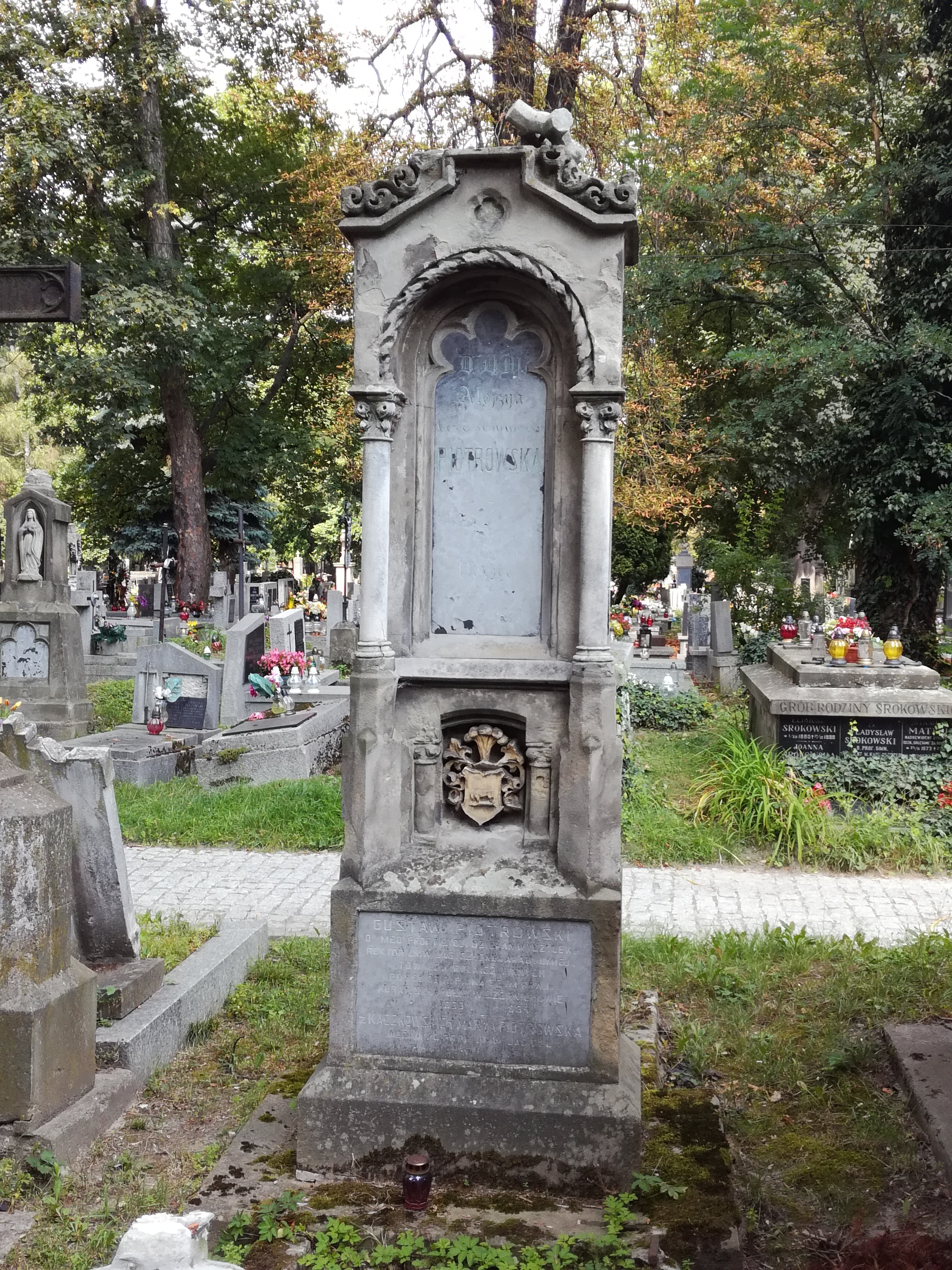
Grób prof. Gustawa Piotrowskiego st. na cmentarzu Rakowickim